# Mark Slijngard
Mark Slijngard is een Surinaams taekwondoka.

## Biografie
Mark Slijngard trainde taekwondo bij de sportvereniging Yellow Birds in Paramaribo.
Van 14 tot en met 28 augustus 1987 behoorde hij tot de selectie van de Pan-Amerikaanse Spelen in Indianapolis in de Verenigde Staten. Hier behaalde hij geen medaille.
In 1992 was hij in Colorado Springs in de Verenigde Staten voor zijn deelname aan het Pan-Amerikaans kampioenschap taekwondo. Hier behaalde hij brons in de gewichtsklasse tot 58 kg.

## Palmares
- 1992:  Pan-Amerikaans kampioenschap taekwondo